# Skymark Airlines
Skymark Airlines Inc. (яп. スカイマーク株式会社) — японская бюджетная авиакомпания, основанная в 1996 году. Штаб-квартира авиакомпании расположена в аэропорту Токио-Ханэда. Помимо своей основной базы в Токио-Ханэда, также выполняет рейсы из аэропорта Кобе, являясь доминирующем перевозчиком в этом аэропорту и аэропорта Ибараки, что делает её единственной японской авиакомпанией, выполняющей оттуда рейсы.
Skymark Airlines — первая бюджетная авиакомпания в Японии. Авиакомпания остаётся крупнейшей независимой авиакомпанией в Японии и единственной независимой бюджетной авиакомпанией, поскольку другие бюджетные авиакомпании контролируются либо ANA, либо JAL.

## История

### Деятельность как бюджетная авиакомпания (1996—2010)

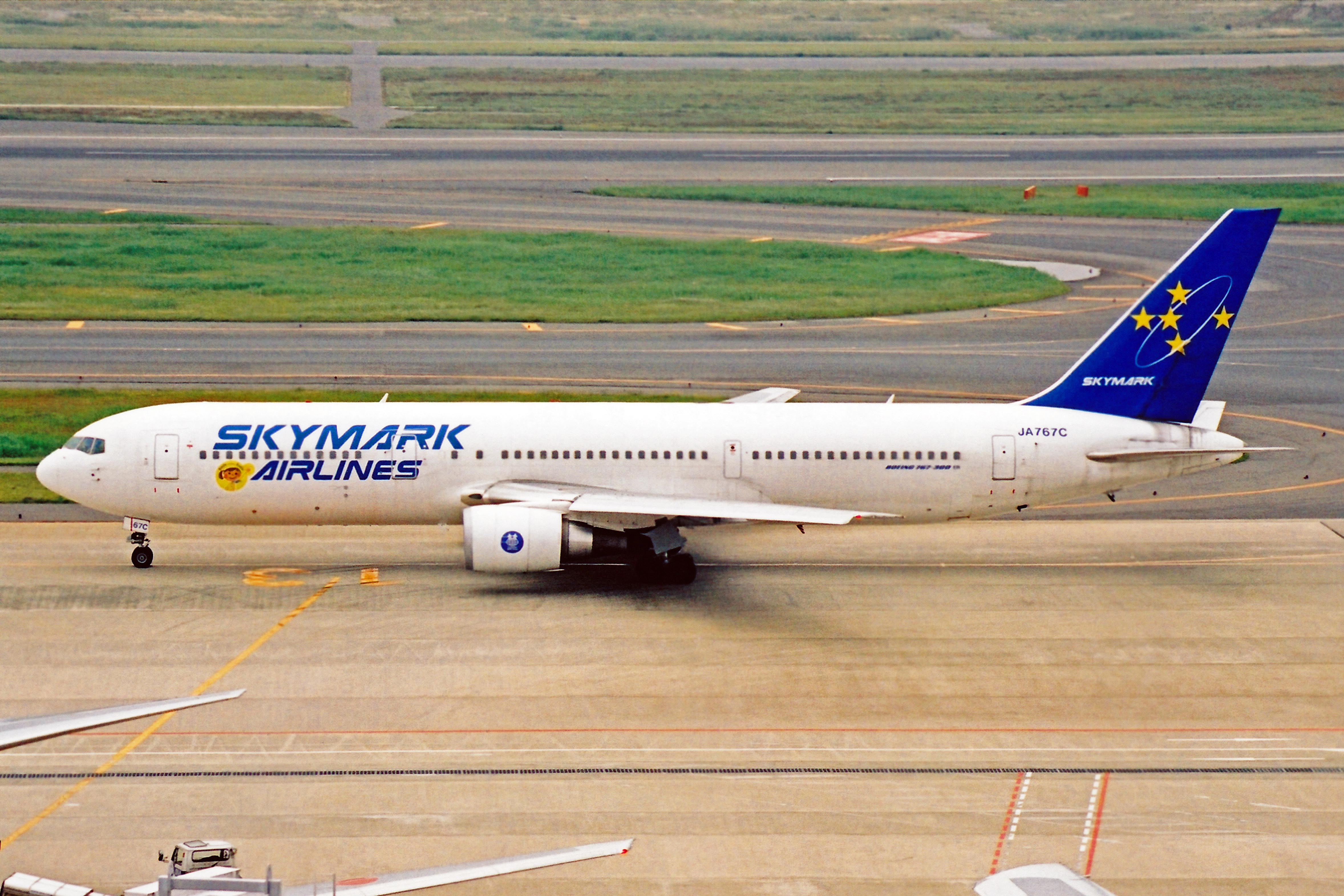
Boeing 767-300ER авиакомпании Skymark Airlines в первой ливрее авиакомпании

Авиакомпания Skymark Airlines была основана в ноябре 1996 года как независимая авиакомпания, выполняющая рейсы по внутренним маршрутам после отмены регулирования японской авиационной отрасли и начала свою деятельность 19 сентября 1998 года. Первоначально авиакомпания принадлежала ряду инвесторов во главе с туристическим агентством H.I.S.. Авиакомпанию возглавлял президент H.I.S. Хидэо Савада. Такаси Идэ, бывший руководитель подразделения British Airways в Японии, стал генеральным директором авиакомпании в 1998 году.
Первый рейс авиакомпании по маршруту Ханэда—Фукуока состоялся 19 сентября 1998 года.
Авиакомпания понесла значительные убытки в первые несколько лет своей деятельности. Был кратко рассмотрен вопрос о рекапитализации под руководством Commerzbank, было решено не совершать такие инвестиции из-за проблем Air Do с вмешательством банков в управление. В августе 2003 года Хидэо Савада пригласил интернет-предпринимателя Синъити Нисикубо стать крупнейшим акционером Skymark с личными денежными инвестициями в размере 3,5 миллиарда иен (заработав около 9 миллиардов иен на IPO своей интернет-компании в 2000 году). Нисикубо занял пост генерального директора в 2004 году.
11 декабря 2003 года Skymark объявила, что ожидает прибыль в размере около 470 миллионов иен за полугодие, закончившееся 31 октября 2003, что станет первой прибылью, полученной авиакомпанией с момента начала её деятельности. Skymark заявила, что использует более эффективные самолёты и системы, разработанные собственными силами, пытаясь снизить цены по сравнению со своими конкурентами — JAL и ANA.
Skymark заключило партнёрство по совместному использованию кодов с Japan Airlines в 2005—2006 годах.
В апреле 2010 года Skymark объявила, что в конце 2011 и начале 2012 года начнет курсировать Naritta Shuttle из международного аэропорта Нарита в Асахикаву, Саппоро, Фукуоку и Окинаву.

### Деятельность как авиакомпания премиум класса (2010—2014)

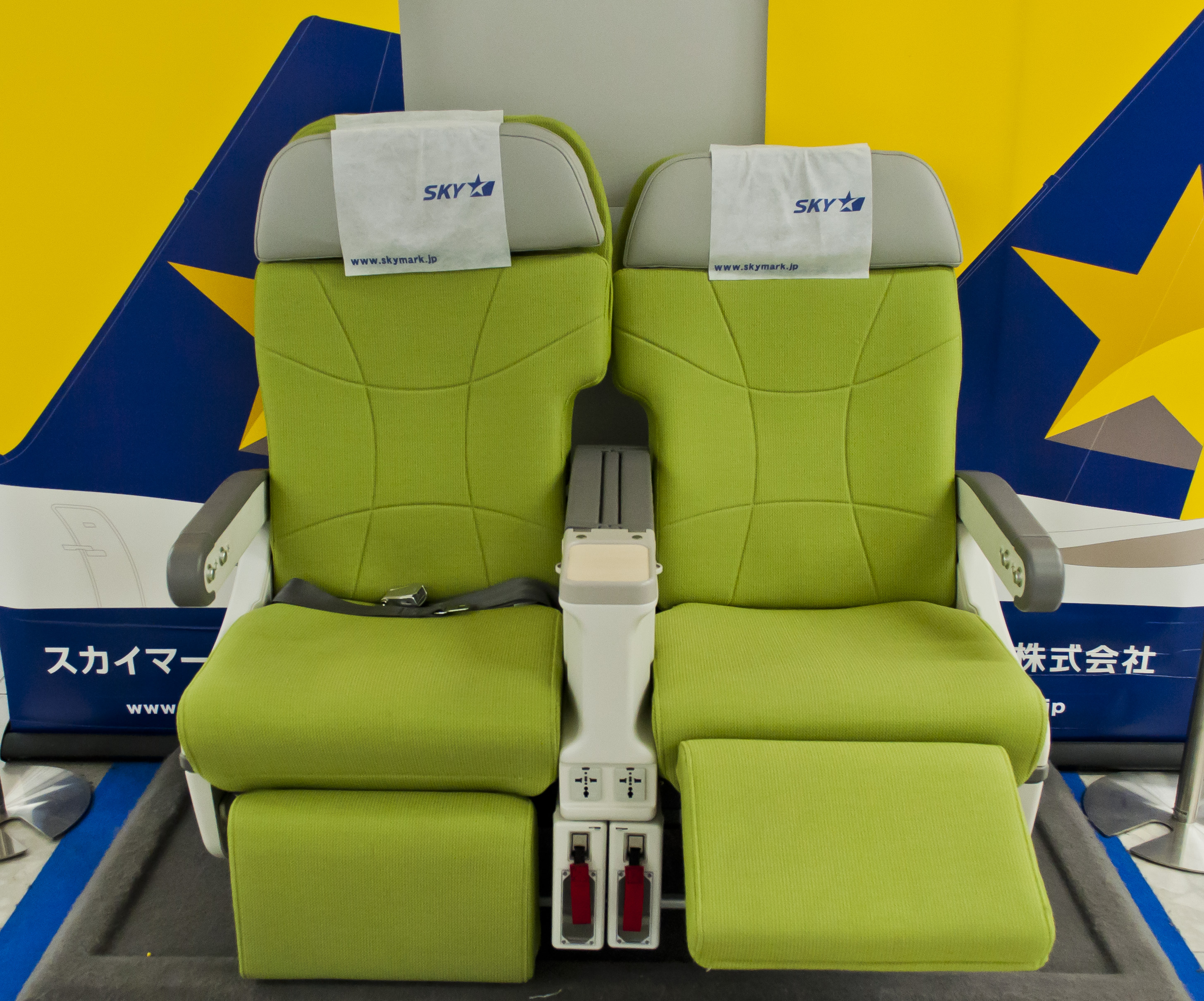
Премиум сиденья Green Seats, которые должны были быть установлены на самолётах Airbus A330 и Boeing 737 авиакомпании Skymark

В ноябре 2010 года Skymark объявила о переговорах с Airbus о заказе четырёх самолётов Airbus A380 и двух опционов, что сделало её первой японской авиакомпанией, заказавшей этот тип. Авиакомпания объявила о своем намерении использовать самолёты этого типа на дальнемагистральных маршрутах из аэропорта Нарита, таких, как Лондон, Франкфурт, Париж и Нью-Йорк, и что они будут эксплуатироваться в двухклассной конфигурации на 394 места — 114 мест в бизнес-классе и 280 мест в премиум-эконом-классе. Нисикубо представил это как уникальный продукт, который, по расчётам команды Skymark, будет безубыточным при стоимости перелёта в одну сторону в 100 000 иен. При подготовке Skymark к выполнению международных перевозок, начиная с 2012 года авиакомпания начала сталкиваться с жёсткой конкуренцией со стороны новой группы бюджетных перевозчиков в Японии, особенно со стороны AirAsia Japan (Vanilla Air) и Jetstar Japan. Это привело к сокращению числа рейсов Skymark на таких маршрутах, как Нарита—Саппоро и Нарита—Фукуока, и переориентации самолётов на более бесконкурентные маршруты, такие как Нарита—Исигаки.
Skymark попыталась предложить более конкурентоспособное внутреннее предложение, заключив договоры аренды семи самолётов Airbus A330-300 в июле 2012 года. Skymark заявила, что будет оснащать эти самолёты в конфигурации премиум-класса с креслами, получившими название «Зелёные кресла» (англ. Green seats) на 271 место, чтобы завоевать долю рынка среди деловых путешественников на ключевых внутренних маршрутах из Токио в Фукуоку и Саппоро. Skymark также планировала установить «Зелёные кресла» на Boeing 737, чтобы сделать самолёты этого типа двухклассовыми, но в 2014 году отказалась от этой идеи, оставив Boeing 737 одноклассовыми, в целях конкуренции с другими бюджетными авиакомпаниями. 
Также авиакомпания объявила, что в униформу бортпроводниц, работающих на Airbus A330 будет входить мини-юбка. Японская федерация бортпроводников публично раскритиковала новую форму, заявив, что новая форма приведёт к сексуальной объективации. 
В 2013 году Delta Air Lines заявила, что очень заинтересована в заключении соглашения о совместном использовании кодов с Skymark, главным образом из-за расширения собственных услуг в/из Токио. Однако после инвестиций японской авиакомпании ANA в Skymark возможность заключения соглашения о совместном использовании кода и дальнейшего партнерства с Delta серьёзно уменьшилось.

### Финансовые проблемы (2014—2015)

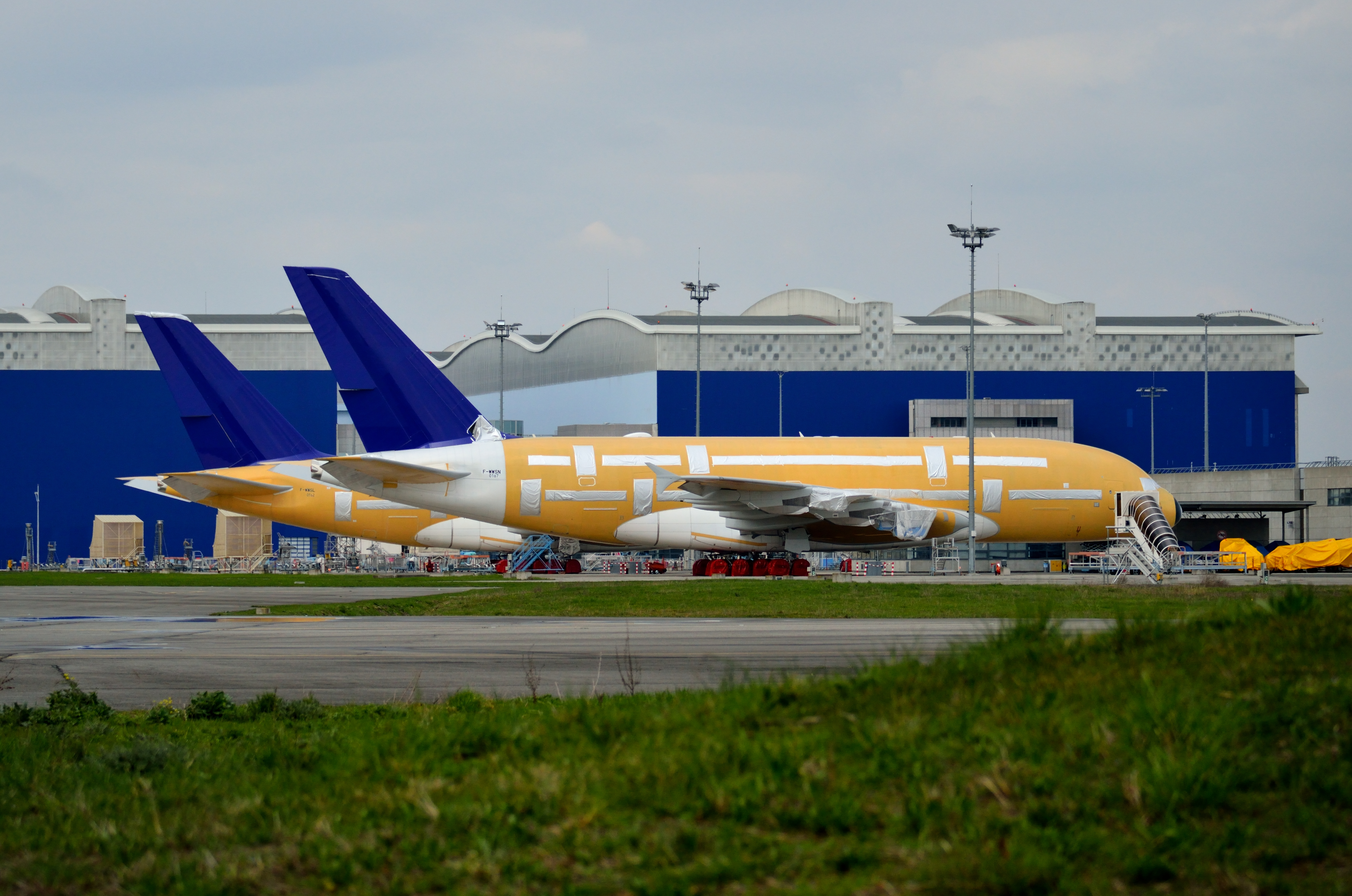
Airbus A380 авиакомпании Skymark на хранении в аэропорту Тулузы

Финансы Skymark сильно пострадали после колебаний валютных курсов. В феврале 2011 года, когда Skymark разместила свой заказ на A380, японская иена торговалась на исторически высоком уровне около 82 иен за доллар США. После введения политики абэномики в конце 2012 года иена резко упала в цене, достигнув примерно 102 иен за доллар в начале 2015 года. Многие из основных инвестиций и расходов Skymark были выражены в долларах, включая заказы на A380, аренду A330 и расходы на топливо, в то время как выручка от внутренних билетов была в иенах, и авиакомпания не занималась хеджированием обменного курса. Skymark зафиксировала свой первый чистый убыток за пять лет за март 2013—2014 финансового года.
В начале февраля 2014 года Skymark объявила, что сократит количество рейсов в Нариту только до трёх пунктов назначения (Саппоро, Йонаго и Окинава). Нисикубо заявил, что этот хаб приносил лишь убытки каждый месяц, за исключением августа, и что все бюджетные перевозчики находились там под давлением. Он также выразил некоторые сомнения по поводу плана парка самолетов A330, заявив, что, хотя у авиакомпании было финансирование для первых двух самолетов, на третью и последующие поставки могут повлиять показатели внутренней деятельности Skymark, а также успех её первоначального международного обслуживания. Skymark планировала перебросить Boeing 737 с баз Нарита и Ханеда для чартерных рейсов в такие пункты назначения, как Гуам.
Два из шести самолётов Airbus A380 Skymark были переданы на долгосрочное хранение в международный аэропорт Тулуза-Бланьяк.
Первый Airbus A380 для авиакомпании Skymark был изготовлен в апреле 2014 года. В мае Skymark попросила перенести встречу с европейским банком, участвующим в финансировании заказа на A380. Airbus истолковал это как сигнал о том, что Skymark стремится пересмотреть контракт, и в июне направил команду финансовых консультантов в головной офис Skymark. После недели встреч они предложили внести поправку в соглашение о покупке A380 с условием, что, если Skymark не достигнет определенного целевого показателя выручки, Нисикубо должен будет продать свои акции стороннему инвестору, выбранному Airbus. Нисикубо отклонил это предложение в начале июля, полагая, что существует значительная вероятность того, что Skymark не достигнет цели. В конце июля Airbus объявил, что отменил заказы авиакомпании на A380, сославшись на опасения по поводу неспособности авиакомпании финансировать покупку в свете её плохих финансовых показателей. Нисикубо пожаловался, что авиакомпании не дали возможности пересмотреть контракт, а просто получили факс с уведомлением о расторжении. После дальнейших переговоров Airbus подала в суд на Skymark за принесённый ущерб; сообщалось, что Skymark уже заплатила Airbus 26,5 миллиарда иен за самолёт и может столкнуться с штрафами в размере до 70 миллиардов иен.
Airbus A330 Skymark поступил в эксплуатацию на маршруте Ханеда—Фукуока в июне 2014 года, но дополнительная вместимость снизила коэффициенты загрузки Skymark на маршруте. Boeing 737 Skymark были заполнены в среднем на 80%, а Airbus A330 только на 67%, в то время как ANA и JAL достигли аналогичных коэффициентов загрузки с самолётами с гораздо большей вместимостью. В попытке увеличить выручку Skymark в октябре повысила тарифы на предварительную покупку на маршруте на 23%, приблизив их к уровню JAL и ANA и ещё больше снизив свою конкурентоспособность.
По мере того как спор вокруг Airbus затягивался, Skymark искала новые источники дохода. В ноябре 2014 года компания объявила, что изучает возможности сотрудничества с авиакомпаниями Japan Airlines, в соответствии с которыми 36 ежедневных рейсов Skymark туда и обратно в аэропорт Ханэда и обратно будут совместно использоваться JAL при условии одобрения Министерством земельных ресурсов, инфраструктуры, транспорта и туризма Японии. Skymark изначально преследовала цель не допустить тесного сотрудничества с JAL из-за того, что считала, что JAL не может угрожать независимости Skymark; условия реструктуризации банкротства JAL не позволили ей инвестировать в Skymark. Однако правительство Японии надавило на Skymark, чтобы сделать совместное использование кода трёхсторонним как с JAL, так и с ANA, что отражает предпочтение правящей Либерально-демократической партии ANA. Skymark также предпринял попытку продажи и возврата оборудования на сумму более 1 миллиарда иен в качестве меры по привлечению денежных средств, ведя переговоры с торговой компанией, аффилированной с JAL, а затем с торговой компанией, аффилированной с ANA. В январе 2015 года ANA отказалась оказать финансовую поддержку Skymark, и несколько инвестиционных фондов также отказались от перспективы вливания денежных средств в компанию.

### Реструктуризация (2015—2016)

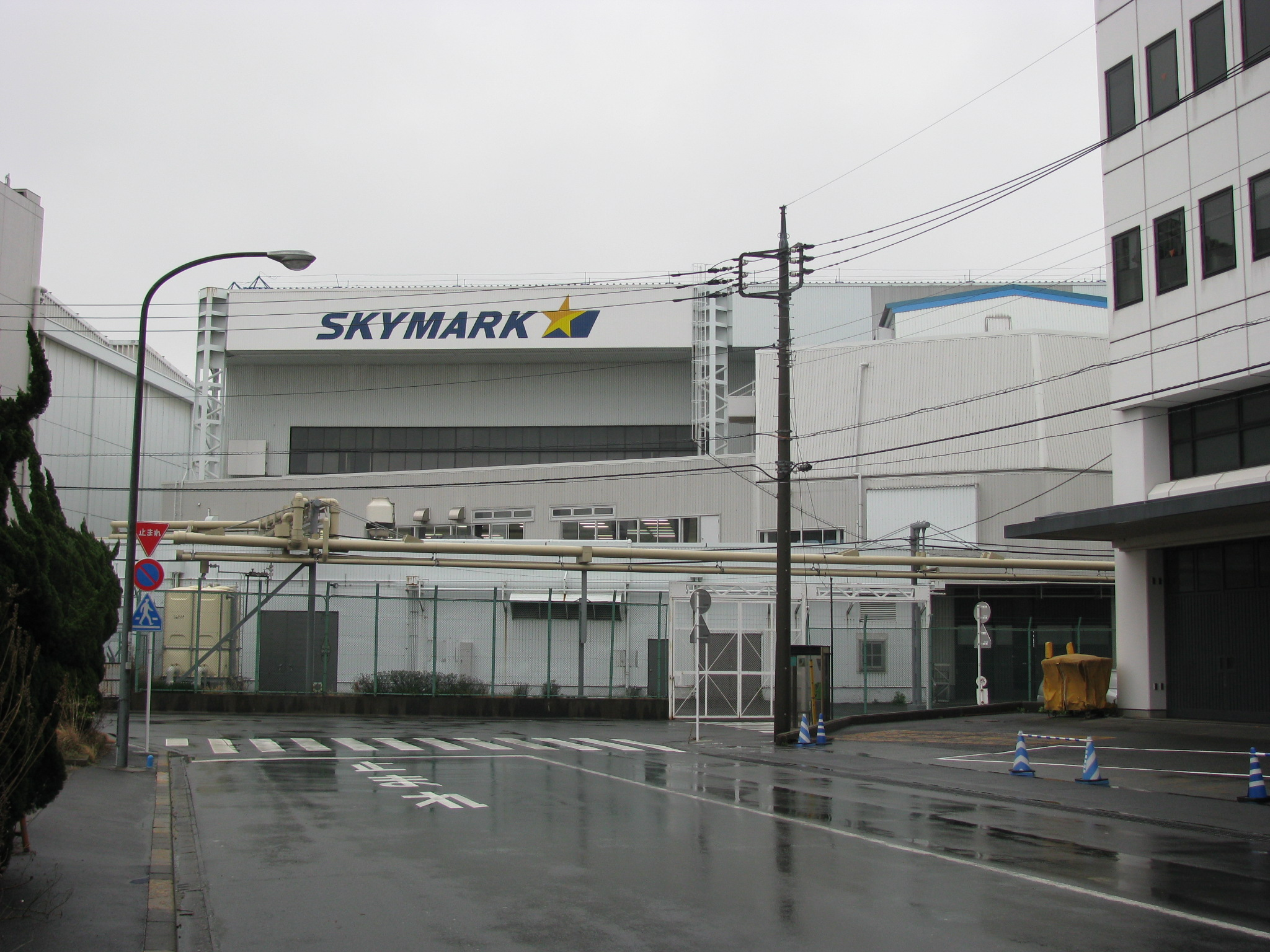
Штаб-квартира авиакомпании

Skymark подала заявление о защите от банкротства в соответствии с Законом о корпоративной реабилитации (эквивалентно банкротству по главе 11 в Соединенных Штатах Америки или администрации в Соединенном Королевстве) в окружной суд Токио в январе 2015 года, сообщив об обязательствах в размере 71 миллиарда йен. Компания объявила, что Нисикубо уйдет с поста генерального директора и будет заменен финансовым директором Масакадзу Аримори. Skymark объявила, что Airbus A330 будут выведены из эксплуатации в марте и что различные рейсы на Окинаву и Кюсю будут отменены. В попытке восстановить ценовую конкурентоспособность Skymark ввела тариф в размере 8000 иен на маршруте Ханеда—Фукуока, что на 1800 иен дешевле, чем у конкурента Star Flyer. К Skymark обратились несколько потенциальных спонсоров в начале процедуры банкротства, включая ANA, AirAsia, Delta Air Lines и American Airlines.
План реструктуризации Skymark, представленный в суде в мае, предусматривал, что японский фонд прямых инвестиций Integral, спонсирующий реструктуризацию, будет владеть 50,1% рекапитализированной компании, ANA будет владеть 16,5%, а остальные 33,4% будут принадлежать инвестиционному фонду, контролируемому государственным Банком развития Японии и Банковской корпорацией Сумитомо Мицуи, при этом Integral предоставит нового председателя, DBJ предоставит нового генерального директора и обмен кодами между Skymark и ANA.
Intrepid Aviation и Airbus, которые вместе владели примерно двумя третями долга Skymark, выступили против этого плана. Intrepid представила альтернативный план, в котором требовалось, чтобы другая (неуказанная) авиакомпания спонсировала реструктуризацию Skymark. По сообщениям, Intrepid обратился к нескольким иностранным авиакомпаниям за поддержкой этого альтернативного плана.
В ходе окончательных переговоров кредиторов 6 августа 2015 года план, поддержанный ANA и Integral, победил конкурирующий план, поддержанный Intrepid и Delta. Первоначально предполагалось, что план Delta будет лидером, основываясь на более тесных отношениях Airbus с Delta, но в конечном итоге Airbus перешел на другую сторону и поддержал план ANA. Нихон Кейзай Симбун сообщил, что в конце июля ANA сделала условное предложение о покупке самолётов Airbus, которое Delta не выполнила к установленному сроку, что заставило Airbus изменить свою позицию по реструктуризации. ANA объявила о заказе трех самолетов A380 в конце 2015 года, что, по признанию ANA, не соответствовало общему плану парка самолётов, что привело к предположению, что ANA согласилась принять заказы Skymark на A380 в обмен на поддержку Airbus.

### Деятельность после реструктуризации (2016 — настоящее время)
После выхода из банкротства в 2016 году финансы Skymark улучшились быстрее, чем ожидалось; операционная прибыль компании составила 6,7 млрд иен в марте 2016—2017 финансового года. Skymark сосредоточила свое расширение сети на своих хабах в Кобе и Ибараки и объявила о планах на 150 ежедневных рейсов летом 2018 года по сравнению со 138 летом 2017 года. По состоянию на декабрь 2017 года авиакомпания планировала провести повторный листинг своих акций к 2020 году.
В июне 2018 года Skymark объявила, что намерена предлагать международные чартерные рейсы из Нариты в Сайпан и Палау, а рейсы на Сайпан впоследствии станут регулярными рейсами в конце 2019 года. В августе 2020 года авиакомпания объявила аэропорт Симодзисима новым пунктом назначения, полеты начнутся в октябре 2020 года.

## Программа бонусов для часто летающих пассажиров
Skymark планировала ввести программу для часто летающих пассажиров в январе 2014 года в качестве части своего премиального внутреннего сервиса, хотя запуск программы был отложен ещё в декабре 2013 года, чтобы сосредоточиться на подготовке к выполнению международных рейсов, а затем отложен на неопределенный срок. Несмотря на то, что авиакомпания не сохраняет свою собственную программу для часто летающих пассажиров, Skymark предоставляет бонусы участникам программы Delta Air Lines SkyMiles с июня 2011 года, хотя обе авиакомпании не имеют код-шеринга и не могут использовать рейсы Skymark для начисления в рамках программы Delta SkyMiles.

## Флот

### Нынешний флот
По данным на январь 2022 года флот авиакомпании Skymark Airlines состоит из следующих самолётов:
| Тип            | В эксплуатации | Заказано | Вместимость | Примечания |  |
| -------------- | -------------- | -------- | ----------- | ---------- |  |
| Boeing 737-800 | 29             | —        | 177         |            |  |
| Всего          | 29             | —        |             |            |  |

### Выведенные из эксплуатации типы самолётов
| Тип              | Эксплуатировалось | Введены в эксплуатацию | Выведены из эксплуатации | Примечания                            |
| ---------------- | ----------------- | ---------------------- | ------------------------ | ------------------------------------- |
| Airbus A330-300  | 5                 | 2014                   | 2015                     | Проданы Air Europa и Turkish Airlines |
| Airbus A380-800  | 6                 | Заказ отменён          | Заказ отменён            | Заказ отменён                         |
| Boeing 767-200   | 1                 | 2003                   | 2004                     | Взяты в лизинг от All Nippon Airways  |
| Boeing 767-300ER | 6                 | 1998                   | 2009                     |                                       |